# Sotra Patera
Sotra Patera est une dépression d'origine potentiellement cryovolcanique — caldeira — large de 235 km située sur le satellite Titan de la planète Saturne. Précédemment appelée Sotra Facula pour faire référ ence à son aspect clair, on utilise maintenant le terme patera pour référencer ses caractéristiques topographiques.

## Nature géologique
Cette région, déjà identifiée en 2004 lors de précédents survols du satellite par la sonde Cassini, a été à nouveau étudiée fin 2010 et a alors révélé une topographie étonnamment proche de celle de volcans terrestres tels que l'Etna et les Lakagígar. Aucune activité volcanique n'a été décelée dans cette zone, mais ses éventuelles modification topographiques et/ou morphologiques vont à présent faire l'objet d'un suivi plus attentif. Le centre de Sotra Patera est occupé par un massif montagneux circulaire d'environ 65 km de diamètre à la topographie très irrégulière marquée par deux pics d'environ 1 000 m et 1 500 m d'altitude respectivement, à côté de cratères dont le plus creux aurait une profondeur d'environ 1 500 m. Des coulées sont visibles tout autour du massif, avec une épaisseur de peut-être 100 m.
On ignore précisément la nature des laves qui pourraient avoir été émises par d'éventuelles éruptions. Il pourrait s'agir de mélanges d'eau et d'ammoniac, voire des composés hydrocarbonés plus exotiques dans ce contexte tels que du polyéthylène, des paraffines, voire de l'asphalte, et pourrait notamment contenir du méthane, ce qui expliquerait la présence de cette molécule dans l'atmosphère de Titan, où elle est rapidement détruite par les radiations solaires.